# 米切爾 (愛荷華州)
米切爾（英語：Mitchell）是一個位於美國愛荷華州米切爾縣的城市。

## 地理
米切爾的座標為43°19′16″N 95°52′13″W / 43.32111°N 95.87028°W，而該地的平均海拔高度為363米（即1191英尺）。

## 人口
根據2010年美國人口普查的數據，米切爾的面積為1.40平方千米，當中陸地面積為1.40平方千米，而水域面積為0.00平方千米。當地共有人口138人，而人口密度為每平方千米98人。